# 1933 Tinchen
Tinchen (asteroide 1933) é um asteroide da cintura principal, a 2,0635337 UA. Possui uma excentricidade de 0,1228738 e um período orbital de 1 318 dias (3,61 anos).
Tinchen tem uma velocidade orbital média de 19,41860446 km/s e uma inclinação de 6,87898º.
Esse asteroide foi descoberto em 14 de Janeiro de 1972 por Luboš Kohoutek.